# Baczyna (potok)
Baczyna – potok w południowo-zachodniej Polsce, w woj. dolnośląskim na Wysoczyźnie Lubińskiej.
Rzeka nizinna, III rzędu, prawy dopływ Zimnicy należący do dorzecza Odry i zlewiska Morza Bałtyckiego.

## Opis
Teren źródliskowy rzeki położony jest na wysokości około 150 m n.p.m. u północno-wschodniego podnóża wzniesienia Góra Sosnowa (178 m n.p.m.). Rzeka wypływa z niewielkiego bagna położonego w lesie na zachód od miejscowości Chróstnik w okolicy wsi Gorzyca. Rzeka w górnym biegu płynie szeroką doliną rzeczną porośniętą łąkami, w kierunku północnym do miejscowości Gorzyca, za którą skręca na wschód w kierunku Krzeczyna Wielkiego. Za Krzeczynem rzeka skręca ostro na północ w kierunku Lubina i płynie do ujścia, gdzie na wysokości około 122 m n.p.m. w pobliżu Kaplicy zamkowej na Wzgórzu Zamkowym w Lubinie uchodzi do Zimnicy. Zasadniczy kierunek biegu rzeki jest wschodni na całej długości rzeka płynie doliną rzeczną po utworach sandrowych moreny dennej. Dolina rzeki na większości odcinków posiada charakter dobrze wykształconej rozległej doliny płaskodennej, wypełnionej osadami holoceńskimi i plejstoceńskimi zlodowacenia środkowopolskiego. Jest to rzeka nizinna zbierająca wody z Wysoczyzny Lubińskiej. Rzeka charakteryzuje się wyrównanym spadkiem i zmiennymi wodostanami, średni spadek wynosi około 2,9 promile. Gwałtowne topnienie śniegów wiosną, a w okresach letnich wzmożone opady i ulewne deszcze, które, należą do częstych zjawisk sprawiają wezbrania wody i podmoknięcia naturalnych terenów zalewowych. Rzeka nie stwarza zagrożenia powodziowego obiektom budowlanym i ludności. Baczyna w większości swojego biegu przepływa przez tereny rolnicze. W środkowym i dolnym biegu jest uregulowana, posiada koryto o przeciętnej szerokości 2,0 m i głębokości dochodzącej miejscami do 1,5 m.
Na całej długości rzeka narażona jest na obszarowe spływy zanieczyszczeń z jej zlewni.

## Fauna
Baczyna jest rzeką mało zasobną w ryby. 

## Walory przyrodnicze
Obszar wzdłuż koryta rzeki zachował półnaturalny charakter, dzięki czemu występują zbiorowiska różnorodnych siedlisk, od leśnych po łąkowe, suche i wilgotne z cennymi gatunkami roślin i zwierząt. Przy brzegach Baczyny i jej dopływów, na południe od Starego Lubina pomiędzy Krzeczynem a elektrociepłownią, położone są najlepiej zachowane fragmenty wilgotnych łąk a na wschód od Krzeczyna wzdłuż koryta rzeki zachowały się niewielkie fragmenty lasów olesowych i łęgowych, w których występuje wiele chronionych gatunków roślin i zwierząt. Oprócz ekosystemów leśnych występują ekosystemy, które wytworzyły się w wyniku prowadzonej dawniej, a obecnie zaniechanej, gospodarki rolnej. Ponieważ ziemia w wzdłuż Baczyny nie jest obecnie uprawiana ekosystemy mają charakter odłogów oraz nieużytkowanych łąk i pastwisk, na których zachodzi sukcesja ekologiczna.
W części doliny Baczyny, w wyniku regulacji koryta rzeki zostały silnie przekształcone naturalne stosunki wodne, odpowiednie ukształtowanie przekroju koryta, pogłębienie itp., spowodowały obniżenie naturalnego poziomu wód gruntowych i spadek wilgotności gleb w dolinie rzeki. W przeszłości rzeka meandrowała, obecnie płynie prosto i nie zmienia położenia koryta.

## Osadnictwo
Dolina rzeki była znana i zasiedlana od dawna. Wzdłuż rzeki powstawały osady, m.in. główne miasto Lubin. W przeszłości w dolinie rzeki i jej dopływów rozwijało się rolnictwo.

## Główne dopływy
Bezimienne cieki przepływające przez Krzeczyn Mały i Krzeczyn Wielki.

## Miejscowości
Ważniejsze miejscowości od źródeł: Gorzyca, Krzeczyn Wielki, Lubin. 

## Inne
- W dorzeczu Baczyny występują wilgotne łąki ostrożeniowe.
- Zachowane w dolinie Baczyny i jej dopływów fragmenty wilgotnych i podmokłych ekosystemów stanowią najcenniejsze obszary przyrodnicze[2].
- W dolinie Baczyny żyją gatunki rzadkich motyli zagrożonych w Polsce wymarciem, kosternik palemon oraz czerwończyk nieparek związany z biotopem podmokłym i wilgotnym[2].

## Literatura
- Kondracki J. – Geografia polski – Mezoregiony fizyczno-geograficzne – Wyd. Nauk. PWN, Warszawa 1994 r.,ISBN 83-01-11422-3
- Mapa turystyczna, Powiat lubiński, skala 1:60 000, Wyd. Turyst. Plan. J. Góra, 2007 r. ISBN 978-83-60044-84-1
- Mapa turystyczna, Związek Gmin Zagłębia Miedziowego, skala 1:75 000, Wyd. Z.K .Sygnatura. Z. Góra, 2003 r. ISBN 83-87873-47-0